# Kuststigen

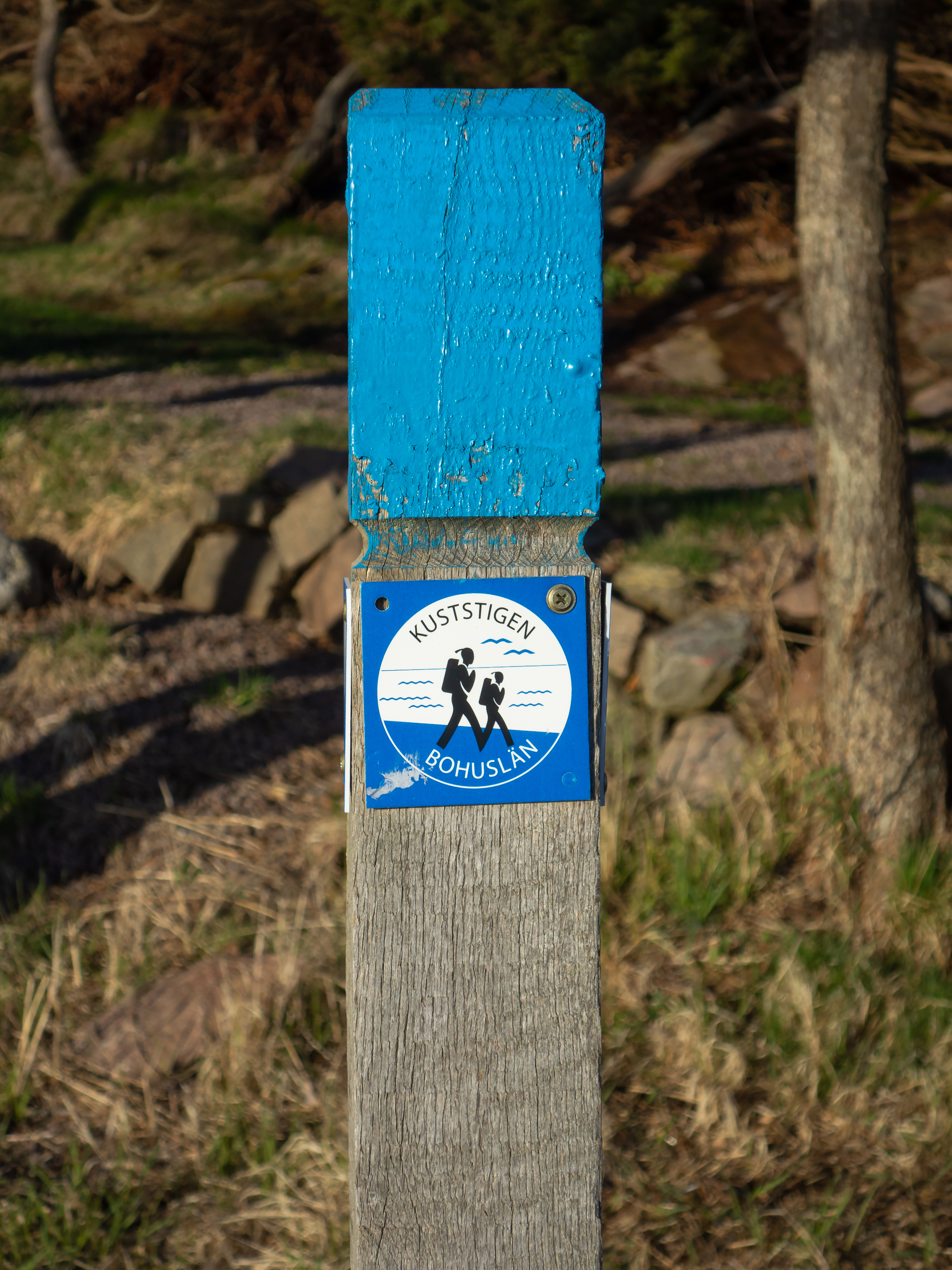
Markeringspinne på Kuststigen

Kuststigen är en samling av kustnära vandringsleder längs Bohuskusten. Den består av både längre sammanhängande etapper och separata rundslingor.
Från Uddevalla till Sotenäs finns Kuststigen indelad i 25 etapper och från Krokstrand till Svinesund består den av två etapper. Utöver det finns Kuststigen som rundslingor i 12 etapper.
Kuststigen är markerad med blå färg på träd, stenar eller stolpar.

## Etapper

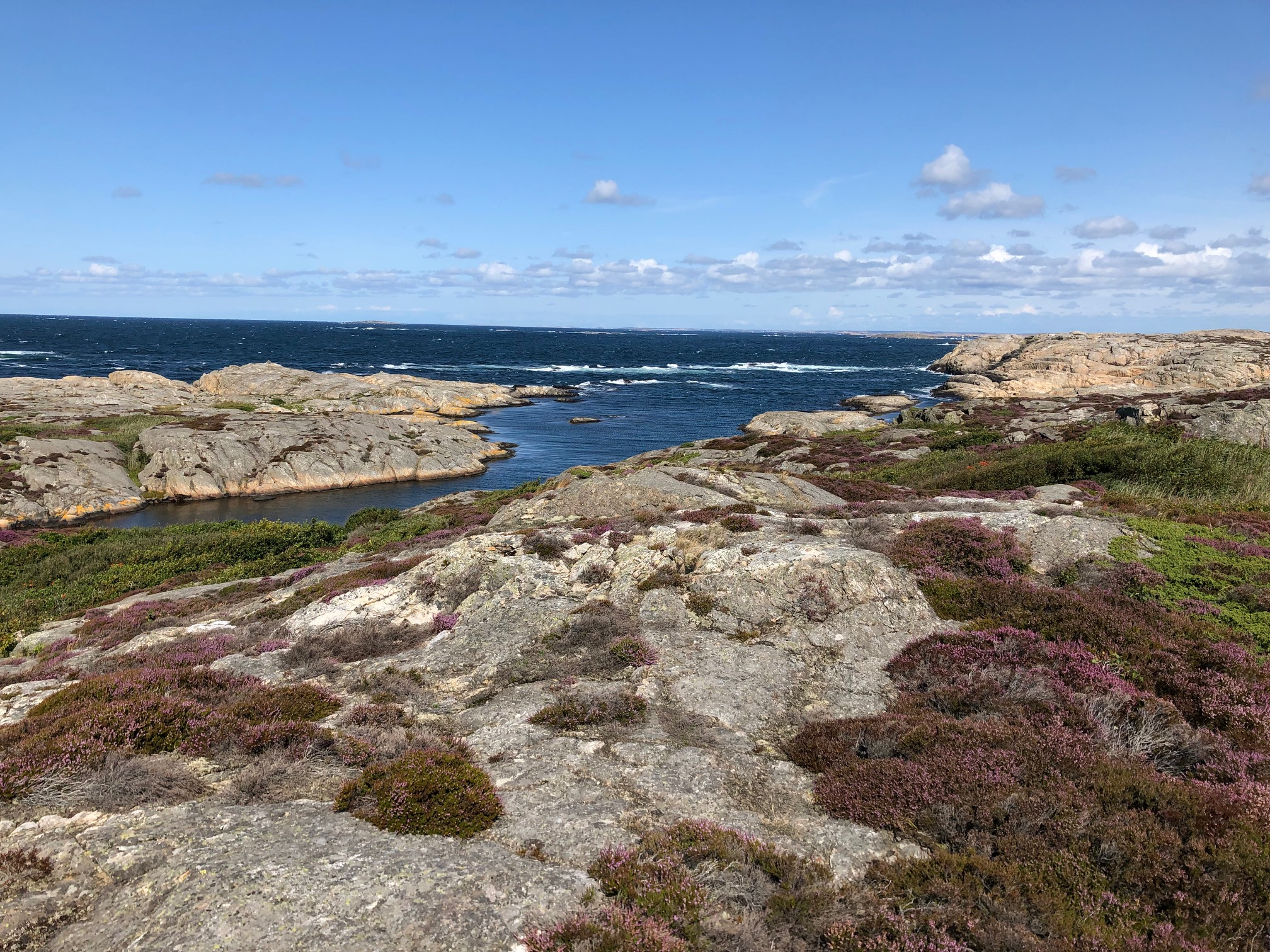
Hermanö, en del av Kuststigen.

### Uddevalla till Sotenäs
- Etapp 1 - Snäckskalsbankarna - Gustafsberg
- Etapp 2 - Gustafsberg - Ammenäs
- Etapp 3 - Ammenäs - Saxenhof
- Etapp 4 - Saxenhof - Ljungskile
- Etapp 5 - Ljungskile - Kolhättan
- Etapp 6 - Svanesund - Hoga
- Etapp 7 - Hoga - Göksäter
- Etapp 8 - Göksäter - Malö Strömmar
- Etapp 9 - Flatön
- Etapp 10 - Dragsmarks Färjeläge - Fiskebäckskil
- Etapp 11 - Fiskebäckskil - Grundsund
- Etapp 12 - Lysekil - Skal
- Etapp 13 - Skal - Rixö
- Etapp 14 - Rixö - Brodalen
- Etapp 15 - Röe - Näverkärr
- Etapp 16 - Brodalen - Nordens Ark
- Etapp 17 - Nordens Ark - Lyckan
- Etapp 18 - Nordens Ark - Anneröd
- Etapp 19 - Anneröd - Bovallstrand
- Etapp 20 - Bovallstrand - Hunnebostrand
- Etapp 21 - Hunnebostrand - Sotekanalen
- Etapp 22 - Ramsvikslandet Runt
- Etapp 23 - Väjern - Tullboden
- Etapp 24 - Kungshamn - Tullboden
- Etapp 25 - Bohus Malmön

### Krokstrand till Svinesund
- Krokstrand - Ramberget
- Ramberget - Svinesund

### Rundslingor och separata etapper
- Rundslinga Ljungskile
- Sundsbyleden
- Säbyleden
- Dyröleden
- Rundslinga Härön
- Ramsvikslandet Runt
- Bohus Malmön
- Maltes Stig
- Bergaleden
- Vettebergsleden
- Tanumstrand - Tanumshede
- Centrala Strömstad